# Mariona Millà i Salinas
Mariona Millà Salinas (Barcelona, 29 de maig de 1954), pintora i escultora catalana. S'ha desenvolupat també en els terrenys de la joieria, la il·lustració de llibres d'art, tant per a infants com per a adults, i l'escenografia teatral. La seva obra pictòrica s'ha descrit com a expressionista. Paral·lelament a la creació pròpiament dita, Millà ha fet intervencions sobre arts plàstiques en programes de ràdio i de televisió. També ha escrit articles, prefacis, assaigs.